# Docosia gilvipes
Docosia gilvipes is een muggensoort uit de familie van de paddenstoelmuggen (Mycetophilidae). De wetenschappelijke naam van de soort is voor het eerst geldig gepubliceerd in 1856 door Haliday in Walker.